# Brachycaudonia californica
Brachycaudonia californica är en stekelart som beskrevs av William Harris Ashmead 1904. Brachycaudonia californica ingår i släktet Brachycaudonia och familjen puppglanssteklar. Inga underarter finns listade.